# Dig Delight Direct Drive DJ
Dig Delight Direct Drive DJ (kurz D4DJ) ist ein Massenmedien-Franchise des japanischen Multimedien-Unternehmens Bushiroad, welches 2019 angekündigt wurde. Es umfasst Printveröffentlichungen in Form von Mangas, Animes, sowie Videospiele, Musik-Veröffentlichungen und Live-Konzerte.

## Hintergrund
Das japanische Unternehmen Bushiroad, bekannt für seine Massenmedien-Franchises Revue Starlight und BanG Dream!, kündigte Anfang April mit Dig Delight Direct Drive DJ – kurz D4DJ – ein neues Massenmedien-Projekt an. Die Geschichte wird von Mangaka Kō Nakamura, welcher sich auch für die Handlungskonzeption von BanG Dream! verantwortlich zeigte, geschrieben während die Musik von Shigeru Saitō, der bereits an der Produktion für Sound! Euphonium und Die Melancholie der Haruhi Suzumiya involviert war, komponiert. Ausführender Produzent ist Unternehmensgründer Takaaki Kidani.
Es wurde mit dieser Bekanntmachung ein knapp 40-sekündiges Teaser-Video, welches eine Anime- und Videospiel-Produktion, sowie ein erstes Live-Konzert für den Juli gleichen Jahres angekündigt, veröffentlicht. Anfang Mai 2019 wurden die Namen der ersten beiden DJ-Gruppen, Happy Around! und Peaky P-Key bekannt gegeben; später im gleichen Monat wurde das Charakterdesign der ersten acht von 24 Charakteren des Projektes vorgestellt. Das Design wurde von Yatile. Weitere Charakterdesigns wurden nach und nach veröffentlicht. Mitte Juli 2019 wurden die Namen der Charaktere dreier weiterer von fünf bis dahin bekannten Gruppen der Öffentlichkeit vorgestellt.
Das erste Konzert im Rahmen des Projektes fand am 20. und 21. Juli 2019 in der Makuhari Messe in Chiba statt.
Im Februar 2020 wurde in Japan eine Demoversion des Smartphonespiels D4DJ Groovy Mix unter dem Titel D4U Edition herausgegeben, ehe im Oktober gleichen Jahres das vollwertige Spiel veröffentlicht wurde. Eine globale Veröffentlichung des Spiels wurde während eines Panels auf der wegen der COVID-19-Pandemie in den Vereinigten Staaten virtuell veranstalteten Anime Expo Lite bestätigt. Im Februar 2020 gab Bushiroad zudem bekannt, dass Seiji Mizushima bei der Produktion der Anime-Fernsehserie im Studio Sanzigen Regie führen werde. Der Anime trägt den Titel D4DJ First Mix.

## Veröffentlichungen

### Manga
Mehrere Mangaserien wurden für das Franchise gestartet. Im September 2020 erschien zunächst ein 4-koma-Manga, welcher sich mit dem Alltagsleben aller Protagonistinnen der sechs DJ-Gruppen beschäftigt. Eine weitere Serie, die sich explizit mit der Gruppe Happy Around! auseinandersetzt, erscheint seit dem 8. Oktober 2020 im monatlich erscheinenden Bushiroad Magazine. Am 6. Oktober gleichen Jahres startete zudem mit D4DJ: The Starting of Photo Maiden, in welcher die DJ-Gruppe Photo Maiden im Vordergrund steht, eine weitere Manga-Umsetzung.

### Anime-Fernsehserie
Eine Anime-Produktion für das Franchise fand unter der Regie von Seiji Mizushima im Studio Sanzigen, welches zu acht Prozent zu Bushiroad gehört, statt und erscheint seit dem 30. Oktober 2020 unter dem Titel D4DJ First Mix im japanischen Fernsehen. In Deutschland zeigt Wakanim den Anime, allerdings nicht im Simulcast, sondern verspätet.

### Videospiele
Ein Rhythmus-Smartphonespiel entwickelt von Donuts erschien im Oktober 2020 unter dem Namen D4DJ Groovy Mix. Eine globale Version wurde angekündigt.

### Musikveröffentlichungen
Das Franchise brachte bisher diverse Single- und Blu-ray-Veröffentlichungen hervor.

## DJ-Gruppen

### Happy Around!
Happy Around! ist eine DJ-Gruppe, deren Mitglieder die Yoba-Akademie besuchen. Der Name leitet sich von der Angewohnheit eines Mitglieds ab, freudig um sich zu drehen. Musikalisch verarbeitet das DJ-Team J-Pop mit Dubstep. Zudem werden Einflüsse des Happy Hardcore und Gabber genutzt.

### Peaky P-Key
Eine populäre DJ-Gruppe der Yoba-Akademie, die sich thematisch an Hollywood anlehnen. Musikalisch verarbeiten sie Techno, Hip-Hop und Rave miteinander.

### Photon Maiden
Ein DJ-Team, welches bereits bei einer Talentagentur gelandet ist. Wie der Name klingt, haben sich die Mitglieder ein futuristisches Image angelegt. Sie verarbeiten Trance, Techno und Dance in ihrer Musik.

### Merm4id
Eine DJ-Kombo, die sich ein sommerlich anmutendes Image verpasst hat. Bestehend aus vier College-Studentinnen im ersten Jahr haben sie es sich zum Ziel gesetzt, einen ähnlichen Bekanntheitsgrad von Photon Maiden zu erreichen. Ihre Musik ähnelt der von Photon Maiden.

### Rondo
Eine DJ-Gruppe, die sich dem Goth-Rock-Stil verschrieben hat und Elemente der Rockmusik mit Trance und Drum & Bass kombiniert. Auch die Mitglieder sind College-Studentinnen.

### Lyrical Lily
Eine DJ-Gruppe von der angesehenen Schule, die Trance, House und Klassische Musik verarbeitet.